# Бонни & Клайд
«Бонни и Клайд» — шестой студийный альбом популярной российской рок-группы «Ночные снайперы». Включает 12 треков. Был неоднозначно принят критикой и поклонниками: его считали и большим провалом, и выходом группы на новый музыкальный уровень. В качестве названия были использованы имена знаменитых американских бандитов.

## Список композиций
Слова и музыка всех песен — Дианы Арбениной.
| №                   | Название            | Длительность |
| ------------------- | ------------------- | ------------ |
| 1.                  | «Актриса»           | 4:16         |
| 2.                  | «Коктебель»         | 3:49         |
| 3.                  | «Морячок»           | 3:36         |
| 4.                  | «Земляничная»       | 4:01         |
| 5.                  | «Кукуруза»          | 4:04         |
| 6.                  | «Доктор»            | 3:15         |
| 7.                  | «Светофоры»         | 3:23         |
| 8.                  | «Спокойной ночи»    | 3:48         |
| 9.                  | «Стань моей птицей» | 3:02         |
| 10.                 | «Цыганский блюз»    | 4:07         |
| 11.                 | «Бонни & Клайд»     | 4:05         |
| 12.                 | «Когда горит свет»  | 9:13         |
| Общая длительность: | Общая длительность: | 50:39        |

## Снятые видеоклипы
1. Актриса, 2006
2. Кукуруза (официальное концертное видео с программы «Мы пережили 31 весну» в Москве), 2006
3. Светофоры, 2006

## Подробности сотрудничества
С группой «Би-2» Диана Арбенина вела сотрудничество ещё до выхода альбома, в 2005 году, когда группа «Би-2» затеяла необычный сайд-проект «Нечётный воин», где Д. Арбенина в дуэте с «Би-2» исполнила известную песню «Медленная звезда». В 2007 году уже сама Диана Арбенина пригласила одного из идеологов «Би-2», Шуру Би-2 исполнить с ней в дуэте песни «Кукуруза», где Шура Би-2 является вторым голосом в припеве и исполняет один из куплетов и «Доктор», где Шура Би-2 на бэк-вокале. После, в дуэте с группой «Би-2», Диана Арбенина спела ещё две песни: «Белые одежды» и «Дни и ночи» в рамках проекта «Нечётный воин 2» (2008). В проекте «Нечётный воин 2.5» (2011) Диана Арбенина участия не принимала.

## Участники записи
- Диана Арбенина — вокал, гитара
- Айрат Садыков — клавишные (7)
- Михаил Смирнов — клавишные (2,9)
- Евгений Панков — клавишные (5,12), бэк-вокал (3,8,9)
- Олег Чехов — клавишные (4,6)
- Андрей Титков — клавишные (10)
- Иван Иволга — соло-гитара (1,10)
- Андрей Звонков — соло-гитара
- Роберт Ф. — соло-гитара (6)
- Игорь Кожин — соло-гитара (7)
- Александр Богачёв — соло-гитара (11)
- Дмитрий Максимов — бас-гитара (10,11)
- Фёдор Васильев — бас-гитара (1)
- Антон Ревнюк — бас-гитара (2,5,7,8,9,12)
- Макс («Лакмус») — бас-гитара (4)
- Семён Толопов — бас-гитара (6)
- Дмитрий Горелов — барабаны (1,2,8,10-12)
- Александр Зингер — барабаны (9)
- Олег Шумцов — барабаны (7)
- Андрей Шепелев — банджо (3)
- Сергей Чернышёв — виброфон (8,12)
- Михаил Смирнов — аккордеон (3), бэк-вокал (3)
- Катя «Вельвеt» — бэк-вокал (2)
- Шура Би-2 — вокал, бэк-вокал (песни «Кукуруза» и «Доктор»)